# 兰州大学
兰州大学（英語：Lanzhou University），簡稱蘭大，是中华人民共和国教育部直属的全国重点综合性大学，位于中华人民共和国甘肃省兰州市。
兰州大学是中华人民共和国顶尖高校之一，是“双一流A类”和原“985工程”、原“211工程”重点建设大学。

## 歷史沿革

兰州大学盘旋路校区正门。

清初，甘肃省全境隶属于陕西省，后虽陕、甘分省，然乡试合闱，设科场于西安，甘肃学子应试不便。清末，时任甘陕总督的湘军名将左宗棠有感于此，遂于兰州萃英门设立甘肃贡院举办乡试。其时建筑“至公堂”，现仍存于兰州大学第二医院内，匾额本为左公手书，原件毁于“文革”。兰州大学的历史可以追述到1889年之“学吏局”。清宣统元年（1909年）成立之“甘肃法政学堂”开始按照现代大学模式设置系科，是为兰州大学建校之始。
- 1909年，甘肃法政学堂成立，是西北地区最早的高等学府。
- 1913年，辛亥革命之后，学校改名甘肃公立法政专门学校，校长蔡大愚。
- 1928年，扩建为兰州中山大学。1929年至1936年5月邓春膏担任兰州大学校长，这8年间，兰州大学从草创走向发展。
- 1931年2月，时国民政府教育部下令，全国各地除广东中山大学外，一律取消“中山”二字。兰州大学遂更名甘肃大学。
- 1931年5月，更名为省立甘肃学院。
- 1944年3月，改为国立。
- 1946年，在原基础上成立国立兰州大学，由教育部委任辛树帜筹办，并为校长。上任之前，辛校长先赴全国四处网罗人才、图书、设备，奠定了今日兰州大学系科基础。其所募图书，数量超过当时甘肃图书馆，历史学家顾颉刚赞誉：“卓然西北巨藏矣”。
- 1949年，中国人民解放军攻占兰州，校长辛树帜率兰州大学师生迎接，兰大自此以后接受中共、中国人民解放军管理。当年，甫成立的中华人民共和国教育部要求全国各地学校一律去掉居首的“国立”、“省立”等字样，国立兰州大学因此易名为兰州大学，沿用至今。20世纪50年代初，中央政府做出了开发大西北的决定，随即把兰州大学确定为布局在西北地区的一所教育部直属重点综合性大学，并陆续从复旦大学、南京大学、南开大学、山东大学等高校调来了一批著名教授。
- 1952年，院系调整中，兰州大学俄文、英文、少数民族语言系分出。
- 1953年，西北艺术学院文学系并入。被确立为教育部直属全国重点综合性大学。
- 1954年，医学系分出，成立兰州医学院。
- 1958年以来，因“左”倾错误，兰大遭受严重破坏，江隆基校长开展了以提高教学质量为中心的全面整顿工作。
- 1965年，南开大学物理二系（核物理系）、放化专业并入兰州大学现代物理系。
- 1996年首批通过“211工程”部门预审，成为国家在“九五”期间重点建设的高校。
- 2001年，进入“985工程”建设行列，教育部与甘肃省政府签订省部重点共建协议，成为国家“985工程”重点支持建设高水平大学的高校之一。
- 2002年，甘肃省草原生态研究所并入兰州大学。
- 2004年11月18日，兰州医学院重新并入兰州大学，学校的办学规模扩大。

2009年，兰大迎来百年校庆。中共中央总书记、国家主席胡锦涛发来贺信，祝贺兰州大学建校100周年，并寄予厚望；中共中央政治局委员、国务委员刘延东莅临百年校庆庆典，并发表讲话。
- 2017年9月21日，教育部、财政部、国家发展改革委公布了世界一流大学和一流学科建设高校及建设学科的名单，兰州大学列入一流大学建设高校A类[4]。

## 校园环境

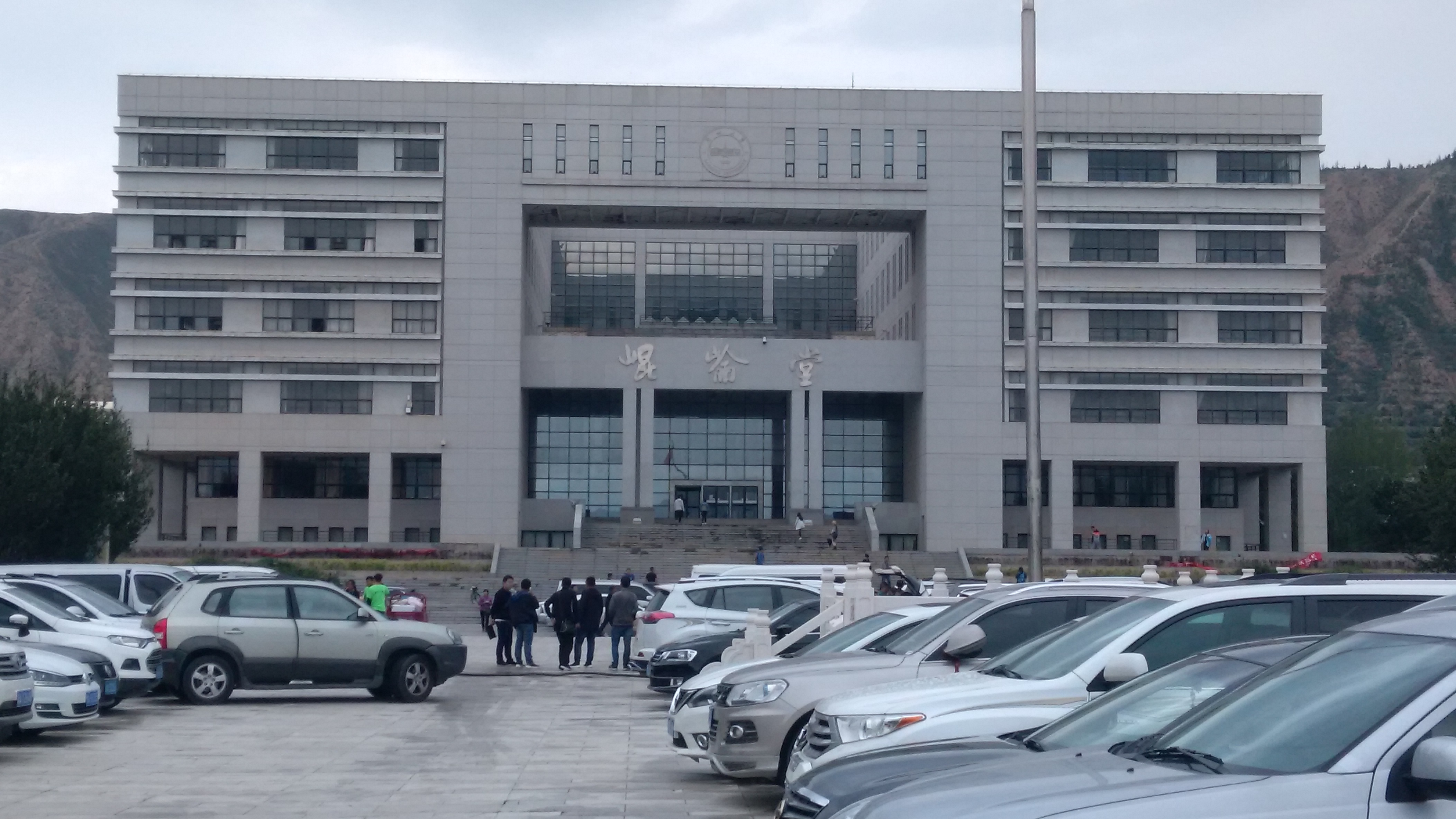
昆仑堂，兰州大学榆中校区图书馆

兰州大学校园面积3,828亩，有盘旋路校区、榆中校区、一分部、二分部、草地学院、医学校区、南通基地、第一医院、第二医院等9个校区，有兰州大学第一医院、第二医院、口腔医院、校医院4所直属医院。学校还建有分析测试中心、通信网络中心（同时也是甘肃省网络中心、计算中心）、医学实验中心等公共服务机构。图书馆面积21,000多平方米，藏书240万册。盘旋路校区面积684亩，功能以科研、研究生教育和继续教育为主；榆中校区于2001年9月投入使用，面积2,353亩，距市区42公里，其功能以本科生教育为主、以部分专业科研和研究生培养为补充；医学校区面积583亩（包括第一医院、第二医院），与盘旋路校区毗邻，目前主要功能是医学教育。

## 文化传统

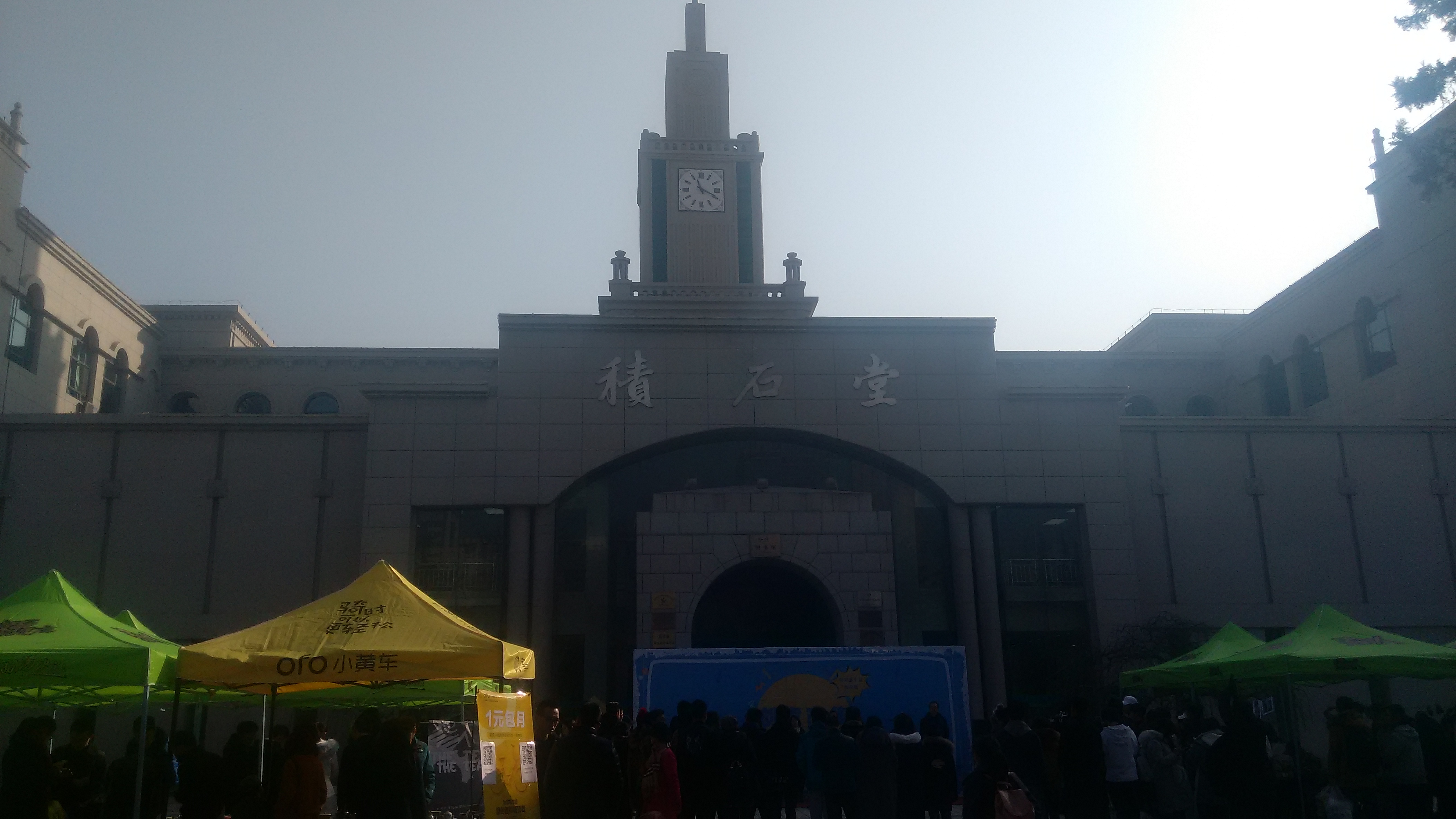
积石堂，兰州大学盘旋路校区图书馆，也是兰州大学的校徽主体。

### 校训
旧校训：博学笃行，自强为新。
新校训：自强不息，独树一帜。

### 校风
勤奋、求实、进取。

### 标准色
（参见兰州大学视觉识别系统标准色相关规定。）
- 兰大蓝： （C:100 M:50 Y:0 K:0）寓意科技、理性、开拓、永恒。
- 黑色： （C:0 M:0 Y:0 K:100）象征庄重、实力、责任、使命。

### 校歌[9]
今兰大无正式校歌。兰州大学在其前身甘肃学院之时，有校歌一首：
《甘肃学院校歌》

西北的青年莫要再耽延，

割断我们长衫抛却我们浪漫。

大时代的使命奔临在眼前。

大踏步冲出潼关，看一片漫天的烽烟。

仅凭舌尖怎能扫荡那凶焰，

挥起铁拳才能还我河山。

甘肃的青年莫要再迟延，

捣碎我们花冠停止我们歌筵。

大时代的担子紧压在两肩。

乘长风冲上青天，望一眼卷世的狂澜。

仅凭笔尖弱小怎能保全，

拼着血汗大同实现何难。

## 师资力量
学校有在职教职工4,285人，有专任教师1,986人，其中教授等正高职427人、副教授等副高职883人，博士生导师449人，两院院士9人，千人计划8人，教育部“长江学者”16人，国家杰出青年基金获得者18人，国家百千万人才工程入选者12人，国家级教学名师5人，国务院学位委员会学科评议组成员8人，青年拔尖人才计划1人，国家级有突出贡献的中青年专家10人，国家优秀青年科学基金获得者7人，教育部新世纪(跨世纪)人才129人，甘肃省教学名师19人，甘肃省领军人才82人，国家基金委创新研究群体3个，教育部“长江学者”创新团队8个，高等学校学科创新引智基地6个，国家级教学团队5个。

## 科系设置
兰州大学学科实力雄厚，涵盖理学、工学、农学、文学、历史学、经济学、哲学、法学、教育学、管理学、医学等11个学科门类。是中国首批具有学士、硕士、博士学位授予权，首批建立博士后科研流动站，首批设置文、理科国家基础科学研究与教学人才培养基地的高校之一，已建立了研究生院。学校在自然科学领域实力较强，对有机化学、细胞生物学、理论物理、原子核物理及技术、磁学、植物生理学、生态学、基础数学、力学、自然地理学、天气动力学、无机化学、分析化学、古生物学等学科的研究。
现有23个学院，64个本科专业，核物理学、物理学、化学、生物学、生命科学与技术、地理学、历史学7个国家级和大气科学、信息科学与技术2个省部级基础理论研究和教学人才培养基地；有硕士学位授权专业109个，博士学位授权专业44个，博士、硕士学位授权一级学科5个，有化学、物理学、力学、生物学、数学、地理学、大气科学、应用经济学、历史学、民族学10个博士后科研流动站，有工商管理硕士、法律硕士、公共管理硕士、工程硕士、农业推广硕士5个专业学位授权点；有生态学、植物学、有机化学、粒子物理与原子核物理、自然地理学、区域经济学6个国家重点学科和18个省级重点学科；有功能有机分子化学国家重点实验室，西部环境、磁学与磁性材料、干旱与草地生态3个教育部重点实验室，草地农业生态系统农业部重点实验室；有敦煌学研究所和西北少数民族研究中心2个教育部人文社会科学重点研究基地，有教育部工程研究中心1个，教育部网上合作研究中心3个，国家基金委中德研究中心1个。
- 萃英学院
- 西部环境与气候变化研究院
- 哲学社会学院
- 教育学院
- 经济学院
- 法学院
- 历史文化学院
- 资源环境学院
- 高等职业技术学院
- 公共卫生学院
- 土木工程与力学学院
- 文学院
- 管理学院
- 马克思主义学院
- 政治与国际关系学院
- 新闻与传播学院
- 物理科学与技术学院
- 信息科学与工程学院
- 国际文化交流学院
- 口腔医学院（口腔医院）
- 基础医学院
- 网络教育学院
- 兰州大学第一医院（第一临床医学院）
- 兰州大学第二医院（第二临床医学院）
- 大气科学学院
- 核科学与技术学院
- 艺术学院
- 化学化工学院
- 草地农业科技学院
- 体育教研部
- 药学院
- 外国语学院
- 数学与统计学院
- 生命科学学院
- 继续教育学院
- 地质科学与矿产资源学院
- 生态学院

## 历任校长
甘肃法政学堂（1909—1913）
甘肃公立法政专门学校
- 蔡大愚：1913年—1917年
- 李懈： 1918年1月—1918年2月
- 施国祯：1918年3月—1923年1月
- 张瑛：1923年1月—1923年3月
- 赵元贞：1923年3月—1923年7月
- 施国祯：1923年7月—1926年2月
- 沙明远：1926年2月—1927年3月
- 杨集瀛：1927年3月—1928年2月

兰州中山大学
- 马鹤天：1928年2月—1928年11月
- 李世军：1928年11月—1929年3月
- 骆力学：1929年4月—1929年5月

兰州中山大学、甘肃大学、甘肃学院
- 邓春膏：1929年—1936年

甘肃学院
- 田炯锦：1936年5月—1937年4月
- 朱铭心：1937年4月—1938年2月
- 王自治：1938年2月—1941年1月
- 宋恪：1941年1月—1946年7月

国立兰州大学
- 辛树帜：1946年—1949年

兰州大学校务委员会
- 辛安亭：1949年9月—1951年3月

兰州大学
- 曲正：1951年3月—1953年3月
- 林迪生：1953年3月—1959年1月
- 江隆基：1959年1月—1966年6月
- 刘冰：1979年1月—1982年3月
- 聂大江：1982年3月—1984年4月
- 徐躬耦：1984年4月—1985年3月
- 胡之德：1985年3月—1993年3月
- 李发伸：1993年3月—2006年5月
- 周绪红: 2006年5月—2013年6月
- 王乘: 2013年6月—2017年12月
- 严纯华：2017年12月—2024年9月
- 杨勇平：2024年9月—

## 国际声誉
兰州大学发展国际间的交流与合作，与美、日、英、法、加、德、澳等国的30多所高校和科研机构建立了学术协作与交流关系，互派研究生和访问学者，开展科研合作等。近年来，有1300多位外籍专家、学者应邀来校讲学和进行学术交流，先后接受各国留学生400多名。加拿大前总理克雷蒂安，世界著名学者、诺贝尔奖获得者李政道、杨振宁、穆斯堡尔等多次来该校考察和进行学术交流活动。李政道先生被聘为名誉教授并在该校设立了“君政基金”。据中国科技信息研究所统计，2003年兰州大学国际论文被引排名全国高校第13位。

## 知名校友

### 院士
- 葛墨林：中科院院士，物理系毕业
- 秦大河：中科院院士，第三世界科学院院士，中科院地学部主任，原中国气象局局长
- 刘人怀：中国工程院院士，教育部科技委员会管理科学部主任，原暨南大学校长，力学系毕业
- 詹文龙：中科院院士，中国科学院副院长，现物系毕业
- 吴云东：中科院院士，香港科技大学化学系教授，北京大学理论与计算化学研究所所长，化学系毕业
- 姚檀栋：中科院院士，中科院青藏高原所所长，地理系毕业
- 王陇德：中国工程院院士，现任全国人大常委、中华预防医学会会长、北京大学公共卫生学院院长等职
- 郑晓静：中科院院士，第三世界科学院院士，兰州大学首位“国家杰出青年科学基金”获得者，力学系毕业
- 涂永强：中科院院士，兰州大学功能有机分子化学国家重点实验室主任，化学系毕业
- 周其林：中科院院士，南开大学元素有机化学国家重点实验室主任，化学系毕业
- 郑国锠：中科院院士
- 张人禾：中科院院士，地理系毕业
- 孙博华：南非科学院院士，2010年海外华人十大新闻人物，力学系毕业
- 岳建民：中科院院士，化学系毕业
- 种康：中科院院士，生物系毕业
- 王锐：中国工程院院士，兰州大学副校长，中国医学科学院药物所执行所长
- 张人禾：中国科学院院士，兰州大学地理系毕业
- 吴骊珠：中国科学院院士，化学系毕业
- 张锦：中国科学院院士，现代物理系毕业
- 王军志：中国工程院院士，医疗系毕业
- 夏佳文：中国工程院院士，现代物理系毕业
- 杨维才：中国科学院院士，生物系毕业

### 官员
- 陆浩：中共十六届、十七届中央委员，原甘肃省委书记，化学系毕业，全国人大环境与资源保护委员会主任委员[14]
- 张学忠：中共十六届中央委员，原四川省委书记，中文系毕业，全国人大内务司法委员会副主任委员
- 姜信治：中共十九届中央纪委常委，中央组织部常务副部长，政治经济学专业毕业
- 咸辉：中共十八、十九届中央委员，宁夏回族自治区政府主席，管理学院毕业
- 陈青：中共十九届中央候补委员，甘肃省委常委、宣传部部长
- 姜建初：最高检察院副检察长，法律系毕业
- 杨利明：原内蒙古党委副书记，中央纪委驻交通部纪检组组长，交通部党组成员，哲学系毕业
- 贠小苏：国土资源部副部长，经济系毕业
- 郜风涛：中文系毕业，国务院法制办公室副主任、党组成员
- 刘立军：甘肃省委常委、省委统战部部长，历史系毕业
- 侯云春：国务院发展研究中心副主任，经济系毕业

### 媒体人
- 水均益：全国十大杰出青年、著名节目主持人，外语系毕业
- 王慧敏：光明日报社总编辑，新闻系毕业
- 封新城：新周刊主编，中文系毕业
- 彭长城：《读者》杂志社主编，历史系毕业
- 胡亚权：《读者》杂志社前主编，地质地理系毕业

### 其他
- 张云：中国农业银行股份有限公司党委副书记、副董事长、行长
- 李阳：疯狂英语创始人，力学系毕业
- 秦晖：清华大学教师，著名知识分子，历史系毕业
- 党国英：著名农村问题专家，著名知识分子，经济系毕业
- 柏杨：作家，曾在法律系就读（因用假证件入学被开除）
- 李晓西：著名经济学家、经济系毕业，北京师范大学经济与资源管理研究所所长
- 王旭东：中共十九届中央候补委员，敦煌研究院院长、故宫博物院院长，地质系毕业
- 王春法：国家博物馆馆长，历史系毕业
- 李国强：中国历史研究院副院长，历史系毕业
- 杨继钢：化学系毕业，中国石油大庆石化公司总经理
- 祝晏君：历史系毕业 中国航空器材进出口集团公司党委书记、副总经理
- 孙兆林：化学系毕业，教授，博士生导师，葫芦岛市人民政府市长
- 张知彬：生物系毕业，中国科学院生命科学与生物技术局局长
- 苏荣辉：化学系毕业，中国科学院生命科学与生物技术局副局长
- 邵克文：历史系毕业，甘肃省政协副主席、发展改革委员会主任
- 纪宗安：暨南大学副校长，历史系毕业
- 王志刚：中国著名策划人，经济系毕业
- 刘鸿庥：贵州省政协副主席，原贵州省副省长，中文系毕业
- 江亦曼：化学系毕业，中国红十字会常务副会长
- 沈伟国：华东理工大学党委书记，化学系毕业
- 李廉：合肥工业大学党委书记，数学系毕业
- 王水汀：南京财经大学副校长，数学系毕业
- 许志永：著名知识分子，推动收容制度终结者之一，法律系毕业
- 沈愉：北京工商大学校长，数学系毕业
- 董文杰：国家气候中心主任，地理系毕业
- 任建新：中国化工集团总经理，经济系毕业
- 侯云春：国务院发展研究中心副主任，经济系毕业
- 乌力吉：全国十大杰出青年，化学系毕业
- 屠国华：原南京师范大学副校长，物理系毕业
- 谢玉杰：西北第二民族学院院长，历史系毕业
- 薛勇彪：中科院遗传与发育生物学研究所所长，生物系毕业
- 姜标：化学系毕业，中科院上海有机所所长
- 周定文：成都信息工程学院党委副书记、院长，地理系毕业
- 黄庆：西南交通大学副校长，物理系毕业
- 林西平：原江苏工业学院院长，化学系毕业
- 郭振玺：中央电视台广告经济中心主任兼经济频道总监，管理系毕业
- 王同业：央视新闻评论部焦点访谈三个制片人之一，管理系毕业
- 效存德：参加“中国首次远征北极点科学考察”的兰大学子
- 马巍：中科院寒区旱区环境与工程研究所副所长
- 孟自芳：中科院兰州地质研究所所长
- 马海州：中科院青海盐湖研究所所长（法人代表）
- 周述实：甘肃省社会科学院院长
- 孙祁祥：北京大学经济学院院长、教授、博士生导师
- 石毓智：中文系毕业，新加坡国立大学。
- 翟亚军：深圳市质量协会秘书长；中国质量管理协会理事会及全国质量管理学术教育委员会委员，物理系毕业
- 赵权：海航高管；计算机系毕业
- 傅志彬：哲学系毕业，制片人、导演，作家。
- 罗鸿平：兰州大学2001级信息学院校友，现为兰州大学陕西校友会副会长兼秘书长，龙墅家居有限公司副总裁。

### 工作过的著名学者
- 水天同:  莎士比亚研究专家、翻译家、教育家
- 顾颉刚：中国历史学家、民俗学家，中央研究院院士
- 徐躬耦：核物理学家
- 赵俪生：史学家
- 冯绳武：地理学家
- 杨伯峻：语言学家
- 郑国錩：生物学家，中科院院士
- 丑纪范：大气科学家，中科院院士
- 李吉均：自然地理与地貌学家，中科院院士
- 邝宇平：物理学家，中科院院士
- 吕忠恕：植物学家
- 王德基：地理学家
- 王景尊：水文地质学家
- 刘有成：有机化学家，中科院院士
- 朱子清、黄文魁：有机化学家
- 陈耀祖：分析化学家，中科院院士
- 段一士：理论物理学家
- 叶开沅：力学家
- 高尔泰：美学家
- 钱伯初：量子力学专家
- 黄伯荣：当代语言学家

## 争议
2023年5月22日，有网络帖文称兰州大学某教授课堂讲授内容不当，歪曲“朝鲜战争”，引发网友热议。23日午间，兰州大学官方回应称，经调查核实，网传内容为兰州大学历史文化学院《世界近代史（下）》课程课件中的页面，授课教师引用网上曾出现“一得九失”等错误观点，并明确指出这些观点是错误的。